# Elia Frosio
Elia Frosio (Sant'Omobono Imagna, 22 gennaio 1913 – Parigi, 23 marzo 2005) è stato un pistard e ciclista su strada italiano.
Su pista fu campione del mondo nel mezzofondo professionisti nel 1946 e 1949.

## Carriera
Originario della Valle Imagna, Frosio si trasferì a Parigi per lavoro, dopo aver iniziato nel 1929 la propria attività ciclistica a livello dilettantistico. Professionista dal 1935, gareggiò nel biennio 1938-1939 con la R. Lapébie-Hutchinson, ottenendo alcuni successi in gare minori, e si piazzò inoltre in decima posizione alla Milano-Sanremo 1940 vinta da Gino Bartali.
Dopo l'interruzione causata dalla seconda guerra mondiale si dedicò quasi unicamente al mezzofondo su pista. In questa specialità conquistò due titoli di campione del mondo, a Zurigo nel 1946 e a Copenaghen nel 1949, aggiudicandosi inoltre la medaglia d'argento ai campionati mondiali del 1948 ad Amsterdam. Fu inoltre cinque volte campione italiano, dal 1946 al 1950.
Nel 1949, al velodromo Vigorelli di Milano, stabilì anche il primato mondiale del chilometro lanciato dietro motori in 38"3/5, alla media di 98,264 km/h; si impose altresì in quattro Sei giorni.
Ritiratosi dalle corse nel 1954, si naturalizzò francese il 4 febbraio 1971 con il nome Elio Frosio. Si è spento a Parigi, nel XX arrondissement, il 23 marzo 2005.

## Palmarès

### Pista
- 1946

Campionati del mondo, mezzofondo professionisti
Campionati italiani, mezzofondo professionisti
- 1947

Campionati italiani, mezzofondo professionisti
- 1948

Campionati italiani, mezzofondo professionisti
- 1949

Campionati del mondo, mezzofondo professionisti
Campionati italiani, mezzofondo professionisti
- 1950

Campionati italiani, mezzofondo professionisti

### Strada
- 1939 (R. Lapébie - Hutchinson, una vittoria)

2ª tappa Circuit des villes d'eaux d'Auvergne (Clermont-Ferrand > Clermont-Ferrand)

#### Altri successi
- 1936

Paris - Ézy
Paris - Montrichard
- 1937

Paris - Sens
- 1939 (R. Lapébie - Hutchinson)

Critérium cycliste international de Quillan

## Piazzamenti

### Classiche monumento
- Milano-Sanremo

1940: 10º

### Competizioni mondiali
- Campionati del mondo su pista

Zurigo 1946 - Mezzofondo professionisti: vincitore
Parigi 1947 - Mezzofondo professionisti: 4º
Amsterdam 1948 - Mezzofondo professionisti: 2º
Copenaghen 1949 - Mezzofondo professionisti: vincitore

### Competizioni europei
- Campionati europei su pista

1948 - Mezzofondo professionisti: 2°
Zurigo 1949 - Mezzofondo professionisti: 2°
Francia 1950 - Mezzofondo professionisti: 3°
Anversa 1951 - Mezzofondo professionisti: 2°